# Debatik Curri
Debatik Curri (Pristina, 28 dicembre 1983) è un ex calciatore e allenatore di calcio albanese, di ruolo difensore.

## Biografia
Nato a Pristina, nell'allora provincia autonoma jugoslava del Kosovo.

## Carriera

### Club

#### Priština e Vorskla
Inizia la carriera da calciatore nella squadra della sua città il Prishtina. Il 1º luglio 2005 viene acquistato dal Vorskla, squadra militante nella massima serie del campionato ucraino, che lo acquista per 100.000 euro. Qui vi rimane per ben 6 stagioni, collezionando 157 presenze e segnando 21 reti, tra campionato, coppe nazionali e coppe europee. Nella stagione 2008-2009 vince anche la Coppa d'Ucraina col Vorskla. Nella stagione successiva la 2009-2010, debutta anche in Europa League, giocando nel turno preliminare.

#### Gençlerbirliği
Il 1º luglio 2010 si trasferisce a titolo definitivo al Gençlerbirliği in Turchia, per 400.000 euro. Qui però gioca poco anche per via degli infortuni che lo costringono a star fermo. In 3 stagioni con la squadra turca gioca solo 35 partite e segnando anche un gol.

#### Hoverla e Sevastopol'
Il 2 agosto 2013 passa all'Hoverla, facendo così ritorno in Ucraina. Dopo sole 5 presenze in campionato a gennaio se ne va. Il 28 gennaio 2014 firma con il Sevastopol', sempre in Ucraina, gioca solo in 7 occasioni ed a fine stagione lascia la squadra.

#### KF Tirana
Il 28 luglio 2014 firma un contratto annuale con gli albanesi del Tirana.

### Nazionale
Ha debuttato con la Nazionale albanese il 23 marzo 2006 nell'amichevole giocata a Tirana tra Albania-Georgia, terminata col risultato di 0 a 0.

## Statistiche

### Presenze e reti nei club
Statistiche aggiornate al 18 maggio 2016.
| Stagione              | Squadra               | Campionato            | Campionato | Campionato | Coppe nazionali | Coppe nazionali | Coppe nazionali | Coppe continentali | Coppe continentali | Coppe continentali | Altre coppe | Altre coppe | Altre coppe | Totale | Totale |
| Stagione              | Squadra               | Comp                  | Pres       | Reti       | Comp            | Pres            | Reti            | Comp               | Pres               | Reti               | Comp        | Pres        | Reti        | Pres   | Reti   |
| --------------------- | --------------------- | --------------------- | ---------- | ---------- | --------------- | --------------- | --------------- | ------------------ | ------------------ | ------------------ | ----------- | ----------- | ----------- | ------ | ------ |
| 2003-2004             | Prishtina             | SL                    | 0          | 0          | CK              | 0               | 0               | -                  | -                  | -                  | -           | -           | -           | 0+     | 0+     |
| 2004-gen. 2005        | Prishtina             | SL                    | 0          | 0          | CK              | 0               | 0               | -                  | -                  | -                  | SK          | 1           | 1           | 1+     | 1+     |
| Totale Priština       | Totale Priština       | Totale Priština       | 0          | 0          |                 | 0               | 0               |                    | -                  | -                  |             | 1           | 1           | 1+     | 1+     |
| gen.-giu. 2005        | Vorskla               | VL                    | 14         | 1          | CU              | 0               | 0               | -                  | -                  | -                  | -           | -           | -           | 14     | 1      |
| 2005-2006             | Vorskla               | VL                    | 28         | 4          | CU              | 0               | 0               | -                  | -                  | -                  | -           | -           | -           | 28     | 4      |
| 2006-2007             | Vorskla               | VL                    | 24         | 1          | CU              | 0               | 0               | -                  | -                  | -                  | -           | -           | -           | 24     | 1      |
| 2007-2008             | Vorskla               | VL                    | 28         | 6          | CU              | 2               | 1               | -                  | -                  | -                  | -           | -           | -           | 30     | 7      |
| 2008-2009             | Vorskla               | PL                    | 28         | 4          | CU              | 3               | 0               | -                  | -                  | -                  | -           | -           | -           | 31     | 4      |
| 2009-2010             | Vorskla               | PL                    | 26         | 3          | CU              | 1               | 1               | UEL                | 2                  | 0                  | SU          | 1           | 0           | 30     | 4      |
| Totale Vorskla        | Totale Vorskla        | Totale Vorskla        | 148        | 19         |                 | 6               | 2               |                    | 2                  | 0                  |             | 1           | 0           | 157    | 21     |
| 2010-2011             | Gençlerbirliği        | SL                    | 6          | 0          | CT              | 0               | 0               | -                  | -                  | -                  | -           | -           | -           | 6      | 0      |
| 2011-2012             | Gençlerbirliği        | SL                    | 14         | 0          | CT              | 1               | 1               | -                  | -                  | -                  | -           | -           | -           | 15     | 1      |
| 2012-2013             | Gençlerbirliği        | SL                    | 13         | 0          | CT              | 1               | 0               | -                  | -                  | -                  | -           | -           | -           | 14     | 0      |
| Totale Gençlerbirliği | Totale Gençlerbirliği | Totale Gençlerbirliği | 33         | 0          |                 | 2               | 1               |                    | -                  | -                  |             | -           | -           | 35     | 1      |
| 2013-gen. 2014        | Hoverla               | PL                    | 5          | 0          | CU              | 0               | 0               | -                  | -                  | -                  | -           | -           | -           | 5      | 0      |
| gen.-giu. 2014        | Sevastopol'           | PL                    | 7          | 0          | CU              | 0               | 0               | -                  | -                  | -                  | -           | -           | -           | 7      | 0      |
| 2014-2015             | Tirana                | KS                    | 27         | 2          | CA              | 4               | 0               | -                  | -                  | -                  | -           | -           | -           | 31     | 2      |
| 2015-2016             | Flamurtari Valona     | KS                    | 8          | 0          | CA              | 1               | 0               | -                  | -                  | -                  | -           | -           | -           | 9      | 0      |
| Totale carriera       | Totale carriera       | Totale carriera       | 228        | 21         |                 | 13              | 3               |                    | 2                  | 0                  |             | 2           | 1           | 245    | 25     |

### Cronologia presenze e reti in nazionale
| Cronologia completa delle presenze e delle reti in nazionale ― Albania | Cronologia completa delle presenze e delle reti in nazionale ― Albania | Cronologia completa delle presenze e delle reti in nazionale ― Albania | Cronologia completa delle presenze e delle reti in nazionale ― Albania | Cronologia completa delle presenze e delle reti in nazionale ― Albania | Cronologia completa delle presenze e delle reti in nazionale ― Albania | Cronologia completa delle presenze e delle reti in nazionale ― Albania | Cronologia completa delle presenze e delle reti in nazionale ― Albania |
| Data                                                                   | Città                                                                  | In casa                                                                | Risultato                                                              | Ospiti                                                                 | Competizione                                                           | Reti                                                                   | Note                                                                   |
| ---------------------------------------------------------------------- | ---------------------------------------------------------------------- | ---------------------------------------------------------------------- | ---------------------------------------------------------------------- | ---------------------------------------------------------------------- | ---------------------------------------------------------------------- | ---------------------------------------------------------------------- | ---------------------------------------------------------------------- |
| 22-3-2006                                                              | Tirana                                                                 | Albania                                                                | 0 – 0                                                                  | Georgia                                                                | Amichevole                                                             | -                                                                      | 46’                                                                    |
| 2-9-2006                                                               | Minsk                                                                  | Bielorussia                                                            | 2 – 2                                                                  | Albania                                                                | Qual. Euro 2008                                                        | -                                                                      | 46’                                                                    |
| 6-9-2006                                                               | Tirana                                                                 | Albania                                                                | 0 – 2                                                                  | Romania                                                                | Qual. Euro 2008                                                        | -                                                                      | 74’                                                                    |
| 11-10-2006                                                             | Amsterdam                                                              | Paesi Bassi                                                            | 2 – 1                                                                  | Albania                                                                | Qual. Euro 2008                                                        | 1                                                                      |                                                                        |
| 7-2-2007                                                               | Scutari                                                                | Albania                                                                | 0 – 1                                                                  | Macedonia                                                              | Amichevole                                                             | -                                                                      | 34’                                                                    |
| 28-3-2007                                                              | Sofia                                                                  | Bulgaria                                                               | 0 – 0                                                                  | Albania                                                                | Qual. Euro 2008                                                        | -                                                                      |                                                                        |
| 2-6-2007                                                               | Tirana                                                                 | Albania                                                                | 2 – 0                                                                  | Lussemburgo                                                            | Qual. Euro 2008                                                        | -                                                                      |                                                                        |
| 6-6-2007                                                               | Lussemburgo                                                            | Lussemburgo                                                            | 0 – 3                                                                  | Albania                                                                | Qual. Euro 2008                                                        | -                                                                      |                                                                        |
| 12-9-2007                                                              | Tirana                                                                 | Albania                                                                | 0 – 1                                                                  | Paesi Bassi                                                            | Qual. Euro 2008                                                        | -                                                                      |                                                                        |
| 13-10-2007                                                             | Celje                                                                  | Slovenia                                                               | 0 – 0                                                                  | Albania                                                                | Qual. Euro 2008                                                        | -                                                                      | 22’                                                                    |
| 17-10-2007                                                             | Tirana                                                                 | Albania                                                                | 1 – 1                                                                  | Bulgaria                                                               | Qual. Euro 2008                                                        | -                                                                      |                                                                        |
| 17-11-2007                                                             | Tirana                                                                 | Albania                                                                | 2 – 4                                                                  | Bielorussia                                                            | Qual. Euro 2008                                                        | -                                                                      |                                                                        |
| 21-11-2007                                                             | Bucarest                                                               | Romania                                                                | 6 – 1                                                                  | Albania                                                                | Qual. Euro 2008                                                        | -                                                                      | 36’, 61’                                                               |
| 27-5-2008                                                              | Reutlingen                                                             | Albania                                                                | 0 – 1                                                                  | Polonia                                                                | Amichevole                                                             | -                                                                      |                                                                        |
| 20-8-2008                                                              | Tirana                                                                 | Albania                                                                | 2 – 0                                                                  | Liechtenstein                                                          | Amichevole                                                             | -                                                                      | 66’                                                                    |
| 6-9-2008                                                               | Tirana                                                                 | Albania                                                                | 0 – 0                                                                  | Svezia                                                                 | Qual. Mondiali 2010                                                    | -                                                                      |                                                                        |
| 10-9-2008                                                              | Tirana                                                                 | Albania                                                                | 3 – 0                                                                  | Malta                                                                  | Qual. Mondiali 2010                                                    | -                                                                      |                                                                        |
| 11-10-2008                                                             | Budapest                                                               | Ungheria                                                               | 2 – 0                                                                  | Albania                                                                | Qual. Mondiali 2010                                                    | -                                                                      |                                                                        |
| 15-10-2008                                                             | Braga                                                                  | Portogallo                                                             | 0 – 0                                                                  | Albania                                                                | Qual. Mondiali 2010                                                    | -                                                                      |                                                                        |
| 19-11-2008                                                             | Baku                                                                   | Azerbaigian                                                            | 1 – 1                                                                  | Albania                                                                | Amichevole                                                             | -                                                                      |                                                                        |
| 11-2-2009                                                              | Attard                                                                 | Malta                                                                  | 0 – 0                                                                  | Albania                                                                | Qual. Mondiali 2010                                                    | -                                                                      |                                                                        |
| 28-3-2009                                                              | Tirana                                                                 | Albania                                                                | 0 – 1                                                                  | Ungheria                                                               | Qual. Mondiali 2010                                                    | -                                                                      |                                                                        |
| 1-4-2009                                                               | Copenaghen                                                             | Danimarca                                                              | 3 – 0                                                                  | Albania                                                                | Qual. Mondiali 2010                                                    | -                                                                      |                                                                        |
| 6-6-2009                                                               | Tirana                                                                 | Albania                                                                | 1 – 2                                                                  | Portogallo                                                             | Qual. Mondiali 2010                                                    | -                                                                      | 21’                                                                    |
| 10-6-2009                                                              | Tirana                                                                 | Albania                                                                | 1 – 1                                                                  | Georgia                                                                | Amichevole                                                             | -                                                                      |                                                                        |
| 12-8-2009                                                              | Tirana                                                                 | Albania                                                                | 6 – 1                                                                  | Cipro                                                                  | Amichevole                                                             | -                                                                      |                                                                        |
| 9-9-2009                                                               | Tirana                                                                 | Albania                                                                | 1 – 1                                                                  | Danimarca                                                              | Qual. Mondiali 2010                                                    | -                                                                      |                                                                        |
| 14-10-2009                                                             | Solna                                                                  | Svezia                                                                 | 4 – 1                                                                  | Albania                                                                | Qual. Mondiali 2010                                                    | -                                                                      |                                                                        |
| 14-11-2009                                                             | Tallinn                                                                | Estonia                                                                | 0 – 0                                                                  | Albania                                                                | Amichevole                                                             | -                                                                      | 84’                                                                    |
| 3-3-2010                                                               | Tirana                                                                 | Albania                                                                | 1 – 0                                                                  | Irlanda del Nord                                                       | Amichevole                                                             | -                                                                      |                                                                        |
| 25-5-2010                                                              | Podgorica                                                              | Montenegro                                                             | 0 – 1                                                                  | Albania                                                                | Amichevole                                                             | -                                                                      |                                                                        |
| 11-8-2010                                                              | Durazzo                                                                | Albania                                                                | 1 – 0                                                                  | Uzbekistan                                                             | Amichevole                                                             | -                                                                      |                                                                        |
| 3-9-2010                                                               | Piatra Neamț                                                           | Romania                                                                | 1 – 1                                                                  | Albania                                                                | Qual. Euro 2012                                                        | -                                                                      |                                                                        |
| 7-9-2010                                                               | Tirana                                                                 | Albania                                                                | 1 – 0                                                                  | Lussemburgo                                                            | Qual. Euro 2012                                                        | -                                                                      |                                                                        |
| 7-6-2011                                                               | Zenica                                                                 | Bosnia ed Erzegovina                                                   | 2 – 0                                                                  | Albania                                                                | Qual. Euro 2012                                                        | -                                                                      |                                                                        |
| 10-8-2011                                                              | Scutari                                                                | Albania                                                                | 3 – 2                                                                  | Montenegro                                                             | Amichevole                                                             | -                                                                      |                                                                        |
| 2-9-2011                                                               | Tirana                                                                 | Albania                                                                | 1 – 2                                                                  | Francia                                                                | Qual. Euro 2012                                                        | -                                                                      | 24’                                                                    |
| 16-10-2012                                                             | Tirana                                                                 | Albania                                                                | 1 – 0                                                                  | Slovenia                                                               | Qual. Mondiali 2014                                                    | -                                                                      | 75’                                                                    |
| 14-11-2012                                                             | Lancy                                                                  | Albania                                                                | 0 – 0                                                                  | Camerun                                                                | Amichevole                                                             | -                                                                      | 46’                                                                    |
| 6-2-2013                                                               | Tirana                                                                 | Albania                                                                | 1 – 2                                                                  | Georgia                                                                | Amichevole                                                             | -                                                                      |                                                                        |
| 22-3-2013                                                              | Oslo                                                                   | Norvegia                                                               | 0 – 1                                                                  | Albania                                                                | Qual. Mondiali 2014                                                    | -                                                                      | 90’                                                                    |
| 31-5-2014                                                              | Yverdon                                                                | Albania                                                                | 0 – 1                                                                  | Romania                                                                | Amichevole                                                             | -                                                                      |                                                                        |
| 4-6-2014                                                               | Budapest                                                               | Ungheria                                                               | 1 – 0                                                                  | Albania                                                                | Amichevole                                                             | -                                                                      | 65’                                                                    |
| 11-10-2014                                                             | Elbasan                                                                | Albania                                                                | 1 – 1                                                                  | Danimarca                                                              | Qual. Euro 2016                                                        | -                                                                      | 87’                                                                    |
| Totale                                                                 |                                                                        | Presenze                                                               | 44                                                                     |                                                                        | Reti                                                                   | 1                                                                      |                                                                        |

## Palmarès

### Club

#### Competizioni nazionali
- Campionato di calcio kosovaro: 1

Priština: 2003-2004
- Supercoppa del Kosovo: 1

Prishtina: 2004
- Coppa d'Ucraina: 1

Vorskla: 2008-2009